# Schizotetranychus kaspari
Schizotetranychus kaspari är en spindeldjursart som beskrevs av David C.M. Manson 1967. Schizotetranychus kaspari ingår i släktet Schizotetranychus och familjen Tetranychidae. Inga underarter finns listade i Catalogue of Life.